# Sand Land
Sand Land (サンドランド?, Sando Rando) è un manga scritto e disegnato da Akira Toriyama, composto da 14 capitoli pubblicati sulla rivista Weekly Shōnen Jump di Shūeisha nel 2000.

## Trama
Il manga segue le avventure di Belzebubù, principe dei demoni, del ladro Shif che lo accompagna e l'anziano sceriffo Rao. In un mondo futuro conosciuto come Sand Land, l'unico fiume che fornisce a tutto il mondo l'acqua si è arrestato in seguito alle guerre umane e l'unica fonte d'acqua sono le costose bottiglie d'acqua del Re. In questo mondo arido, lo sceriffo Rao si reca nel villaggio dei demoni in cerca di aiuto per cercare la sorgente segreta finora solo ipotizzata, situata oltre il deserto, in un'oasi non di proprietà del re. Belzebubù parte insieme a Rao portando con sé un altro demone, Shif. Lungo il tragitto, il gruppo si scontrerà più volte con l'esercito del re, intenzionato a detenere il monopolio dell'acqua, e verrà a conoscenza di importanti segreti riguardanti il loro mondo e il loro passato.

## Media

### Manga
Il manga è stato pubblicato su Weekly Shōnen Jump a partire dal numero 23 di giugno del 2000, per concludersi sui numeri 36/37 del settembre dello stesso anno con il quattordicesimo capitolo. I quattordici episodi sono stati poi raccolti in un unico volume pubblicato l'11 novembre successivo.
In Italia è stato pubblicato da Star Comics nel numero 98 del monografico Storie di Kappa del novembre 2002. Nello stesso anno, il manga venne edito in Francia, mentre Viz Media ha pubblicato un'edizione americana per gli Stati Uniti il 24 dicembre 2003.
Il 4 agosto 2023 è stata pubblicata esclusivamente in Giappone la Complete Edition che include le pagine a colori e i bozzetti originali.

#### Volume
| Nº | Titolo italiano Giapponese 「Kanji」 - Rōmaji | Data di prima pubblicazione        | Data di prima pubblicazione |
| Nº | Titolo italiano Giapponese 「Kanji」 - Rōmaji | Giapponese                         | Italiano                    |
| 1  | Sand Land 「SAND LAND サンドランド」 - Sando Rando | 2 novembre 2000 ISBN 4-08-873039-9 | 1º novembre 2002            |
| 1  | Capitoli - 1. La partenza (出発?, Shuppatsu) - 2. La banda dei predoni (盗賊団?, Dōzokudan) - 3. Il carro armato (戦車?, Sensha) - 4. L'aereocisterna (飛行タンク?, Hikō no tanku) - 5. La verità nascosta (闇の真相?, Yami no shinzō) - 6. L'amuleto di Rao (ラオのお守り?, Rao no omamori) - 7. Guerra corazzata (戦車戦?, Sensha sen) - 8. Il colonnello Shiba contro il colonnello Ale (シバ将軍とアレ将軍?, Shiba shōgun to Are shōgun) - 9. Una scoperta dopo la tempesta di sabbia (砂嵐のみつけたもの?, Sunarashi no mitsuketa mono) - 10. La sorgente fantasma (幻の泉?, Maboroshi no izumi) - 11. Il segreto della sorgente (水源の秘密?, Suigen no himitsu) - 12. Belzebubù il demone (悪魔のベルゼブブ?, Akuma no Beruzebubu) - 13. La battaglia decisiva (決戦の行方?, Kessen no yukue) - 14. Il fiume (川?, Kawa) |                                    |                             |

### Anime
L'8 dicembre 2022 Bandai Namco Filmworks ha pubblicato il primo teaser trailer della trasposizione cinematografica mentre il 17 dicembre dello stesso anno viene diffuso il primo trailer in occasione del Jump Festa 2023. A luglio 2023 in occasione del San Diego Comic-Con è stata presentata la première del film. Infine il film è uscito nelle sale giapponesi il 18 agosto 2023.
Il 12 gennaio 2024 Star ha annunciato di aver acquisito i diritti di distribuzione all'estero del film, e che esso sarebbe stato distribuito negli Stati Uniti in streaming su Hulu e negli altri paesi su Disney+ in forma di serie ONA, diviso in 6 episodi, con il titolo di Sand Land: The Series. Uscita in streaming il 20 marzo 2024, oltre a usare alcune clip scartate del film, gli ultimi 7 episodi della serie compongono una nuova storia scritta da Akira Toriyama che continua dal finale del film.

### Videogioco
Durante il Summer Game Fest dell'8 giugno 2023 viene annunciato un action RPG basato su Sand Land sviluppato da ILCA che verrà pubblicato da Bandai Namco Entertainment per PlayStation 4, PlayStation 5, Xbox One e Xbox Series X e Series S. Il gioco è stato pubblicato il 24 aprile 2024.